# Barbara Ludwig
Barbara Christa Ludwig (Chemnitz, 8 febbraio 1962) è una politica tedesca, sindaca di Chemnitz dal 2006 al 2020.